# Челимо, Роуз
Ро́уз Чели́мо (род. 12 июля 1989, Кения) — бахрейнская легкоатлетка кенийского происхождения, специализирующийся в марафонском беге. Чемпионка мира, участница Олимпийских игр.

## Карьера
На международном уровне Роуз Челимо начала выступать в 2010 году, в основном участвуя в стайерских дисциплинах на территории Франции. Она стала второй в забеге Париж—Версаль и выиграла двадцатикилолметровый старт 20 Kilomètres de Paris.
До 2015 года Челимо выступала под флагом Кении, но летом 2015 после победы на полумарафоне в Ческе-Будеёвице сменила спортивное гражданство и стала выступать за сборную Бахрейна.
В 2016 году Роуз выиграла Сеульский международный марафон, показав рекордное для себя время 2:24:14. Также она дебютировала на Олимпийских играх, где принимала участие в марафонском забеге. Там она показала восьмой результат, показав время 2:27:36, что оказалось почти на три минуты хуже результата победившей Джемимы Сумгонг.
На чемпионате мира 2017 года в Лондоне Челимо одержала победу в марафоне, финишировав со временем 2:27:11, на несколько секунд обойдя бывшую соотечественницу Эдну Киплагат.
В Катаре, на предолимпийском чемпионате мира, в сентябре 2019 года, Роуз финишировала на втором месте в марафоне и завоевала серебряную медаль. Она показала время 2:33:46 и уступила победительнице кенийской бегуньи Рут Чепнгетич 1 минуту и 3 секунды.